# Distretto di Bánovce nad Bebravou
Il distretto di Bánovce nad Bebravou (in slovacco: okres Bánovce nad Bebravou) è un distretto della Regione di Trenčín, nella Slovacchia occidentale.
Fino al 1918, la maggior parte del territorio del distretto faceva parte del comitato di Trencsén, eccetto una piccola zona nel sud che formava parte del comitato di Nyitra.

## Geografia antropica
Il distretto è composto da 1 città e 42 comuni:

### Città
- Bánovce nad Bebravou

### Comuni
- Borčany
- Brezolupy
- Chudá Lehota
- Cimenná
- Čierna Lehota
- Dežerice
- Dolné Naštice
- Dubnička
- Dvorec
- Haláčovce
- Horné Naštice
- Krásna Ves
- Kšinná
- Libichava

- Ľutov
- Malá Hradná
- Malé Hoste
- Miezgovce
- Nedašovce
- Omastiná
- Otrhánky
- Pečeňany
- Pochabany
- Podlužany
- Pravotice
- Prusy
- Ruskovce
- Rybany

- Slatina nad Bebravou
- Slatinka nad Bebravou
- Šípkov
- Šišov
- Timoradza
- Trebichava
- Uhrovec
- Uhrovské Podhradie
- Veľké Chlievany
- Veľké Držkovce
- Veľké Hoste
- Vysočany
- Zlatníky
- Žitná-Radiša